# Шишиморово (Московская область)
Шиши́морово — деревня в Можайском районе Московской области, входит в состав сельского поселения Клементьевское. 
Расположена в 200 м от левого берега реки Москва; на таком же расстоянии от деревни проходит шоссейная дорога Тетерино—Руза. В непосредственной близости от Шишиморово находится пионерский лагерь «Юный моряк», который в настоящее время не используется по назначению. Ближайшие населённые пункты: деревня Шеломово, а также (через реку) Большое Тёсово и Красный Стан.
Как и во многих деревнях Московской области, большинство домов в Шишиморово представляют собой дачи, где живут преимущественно летом.
| 2002 | 2006 | 2010 |
| ---- | ---- | ---- |
| 15   | ↘10  | ↗15  |

При выезде из деревни стоит часовня в честь Казанской иконы Богородицы (архитектор — Николай Борисович Васнецов